# César Stiattesi
César Stiattesi (* 1881 in Nizza; † 1934) war ein argentinischer Komponist, Dirigent und Musikpädagoge französisch-italienischer Herkunft.
Stiattesi ging 1889 nach Argentinien. Er wirkte als Dirigent am Teatro Coliseo und am Teatro Colón, wo 1910 seine Oper Bianci di Beaulieu uraufgeführt wurde. 1925 war er neben Achille Consoli der erste Leiter des neu gegründeten Chores des Teatro Colón. Er unterrichtete am Conservatorio Santa Cecilia in Buenos Aires, wo Carlos Suffern zu seinen Schülern zählte.